# Cantinela Fina
Cantinela Fina es un grupo español de hip hop de Granada formado por FRS Genuino (Mc) y Quilate (Mc)

## Biografía
Después de haber editado diferentes maquetas por separado, y haber colaborado juntos en algunos temas, deciden unirse en 2001 para crear Cantinela fina y editar en 2003 su primer LP: Después del silencio. En este disco destaca un tema en el que colaboran con el artista flamenco Jaime Heredia "El parrón", uniendo el cante jondo y el hip-hop.
En 2007 desde París Frs saca su LP "Genuino" y en 2009 Quilate hace lo propio editando "Alma Libre", con producciones de Acción Sánchez y Jefe de la M
En 2010 Frs cambia París por Barcelona y crea su nuevo proyecto "Super Spanish Combo", junto a Canek y a Andi Rodríguez, a principios de 2011 se estrenan con "Callejeando" un Ep-Demo de descarga gratuita y un videoclip titulado "Ritmo Callejero".
Quilate por su parte prepara su nuevo LP el cual verá la luz este mismo año (2011)...
Ambos mc's forman parte del colectivo LJDA (Los Jinetes Del Apocalipsis), un colectivo de artistas del mundo del hip hop de Alemania, Suiza, España... Dicho colectivo lleva desde 1996 en activo, y es uno de los más antiguos de España, anualmente realizan un Jam donde se reúnen los componentes y amigos, cada año en un país y ciudad diferente.

## Discografía
- CANTINELA FINA "Después del silencio" (LP) - Wild Punk, 2003 CD

- FRS GENUINO:

- Frs Genuino "Genuino" (LP) - Estratega Records, 2007 CD 
 
- Super Spanish Combo "Llegó el combo" (LP) - Freshkingdom Records, 2013 CD/Vinilo

- QUILATE:

- Lakademia "Aquí hay vocación" (EP) - WPR, 1999 CD 
 
- Quilate "Fiel al juego" (EP) - Estratega Records, 2006 CD/Vinilo 
 
- Quilate "Alma libre" (LP) - Estratega Records, 2008 CD 
 
- Quilate "Estamos en el aire" (LP) - SFDK Records, 2011 CD